# Noldor
Noldor nebo Noldoli byli nejmocnějším národem elfů ve světě J. R. R. Tolkiena. Ze všech ras a národů v Ardě oni nejvíce tvořili dějiny - a o jejich díla (silmarily a Prsteny moci) byly svedeny nejničivější války, které Arda kdy spatřila.

## Původ
O probuzení elfů hovoří Tolkienova esej Quendi and Eldar, jejíž rukopis byl napsán mezi léty 1959–1960, části z ní byly vydány v rámci série The History of Middle-earth, v knize The War of the Jewels.
Podle ní byl Tata druhý ze tří praotců elfů, kteří procitli u Cuiviénenu. Probudil svou družku Tatië. On a jeho následovníci se nazývali Tatyar („druzí“). Nejprve si vyvolil a připojilo se k němu 9 párů elfů, v pořadí druhá velká skupina, kterou praotcové po probuzení potkali. Ve chvíli, kdy všichni tři praotcové už měli své následovníky, potkali dalších 18 párů, vysokých, tmavovlasých a silných, kteří sledovali hvězdy a pojmenovali je přímo na místě „elen“. Imin, první praotec, se vzdal svého práva volby a proto je za své následovníky přijal Tata. Z těchto 36 elfů později povstali Noldor, Hloubaví elfové. Celkový počet elfů po probuzení byl 144, z toho 14 bylo Minyar, 56 Tatyar a 74 Nelyar.

## Jméno
Noldor znamená „Ti, co slují moudrostí“. V raných Tolkienových textech byli nazýváni Gnómové.

## Vzhled a charakteristika
Noldor byli, až na výjimky mezi potomky Vanyar a Teleri, tmavovlasí a vysocí. Vynikali v poznání a v dychtivosti po něm - stali se miláčky Aulëho a Salmara. Všichni Noldor byli skvělými řemeslníky, kteří vynalezli písmo, vytěžili první drahokamy a stvořili plno věcí, nad nimiž žasly i Mocnosti. 

## Dějiny Noldor
Historie Noldor je nejspletitější a nejznámější v písni ze všech národů. Byli to právě Noldor, kteří nejvíce ze všech národů Ardy tvořili její dějiny.

### Rané dějiny

#### Velká cesta
Poté, co Oromë objevil elfy, vyzval zástupce z každého klanu, aby s ním cestovali do Valinoru. Z klanu Tatyar šel Finwë. Ten se později vrátil mezi svůj lid a přemlouval jej, aby s ním odešli do Valinoru. Zhruba polovina Tatyar (především z druhé skupiny, která se přidala k Tatovi) se vydala na cestu, neochotní zůstali u Cuiviénenu a stali se z nich Avari. Až na Eöla nikdy významněji nevstoupili do historie. Noldor byli po Vanyar druzí, kteří se vedeni Oromëm vydali na Velkou cestu. Finwë velice dychtil dostat se k světlu Stromů do Amanu, proto se Noldor nezdrželi v Beleriandu a spolu s Vanyar byli Ulmem na ostrově Tol Eressëa převezeni přes Velké moře a usadili se v Eldamaru. Spolu s Vanyar zde společně postavili město Tirion na Túně.

#### Roky Melkorova zajetí
Noldor v Tirionu prosperovali a množili se. Yavanna jim darovala Galathilion, semenáček Telperionu. Ten byl předkem všech Bílých stromů. Prvním velekrálem Noldor se stal Finwë. Noldor poučení Aulëm začali v onom čase kutat v zemi drahokamy, stavět vysoké kamenné věže, a jeden z nich, Rúmil, dokonce vynalezl písmo.

#### Vzpoura a Pád Noldor

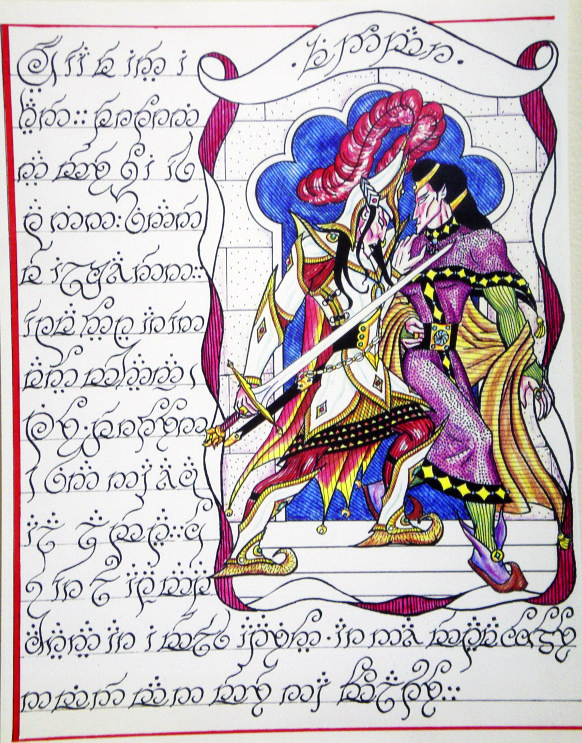
Spor mezi Finwëho syny Fëanorem a Fingolfinem

Melkor nenáviděl elfy, jež považoval za příčinu svého pádu. Po svém propuštění se je proto snažil zkazit. K tomuto účelu si vybral právě Noldor, neboť Vanyar měli příliš blízko k Manwëmu a Vardě, kdežto Teleri považoval za příliš slabé. Melkor začal do srdcí Noldor zasévat lži a polopravdy, jimiž se mnozí nakazili. V té době Finwëho syn Fëanor stvořil své největší dílo silmarily. Melkor po těchto klenotech prahl, a začal Fëanora nenávidět více než kohokoliv jiného. Noldor začali být neklidní a Fëanor ovlivněn Melkorovou lží dokonce vztáhl meč na svého nevlastního bratra Fingolfina. Za to byl vyhnán z Tirionu a postavil si vlastní pevnost Formenos. Poté, co Melkor s pavoučicí Ungoliant zničili Dva stromy, zavraždili Finwëho a ukradli silmarily, svolal rozlícený Fëanor, který se stal po svém otci velekrálem, všechny Noldor do Tirionu. Tam je vyzval, aby s ním proti vůli Valar opustili Aman a odešli zpátky do Středozemě vyhledat a porazit Melkora. Fëanor a jeho synové tehdy složili strašnou přísahu, v níž se zavázali, že pro získání silmarilů udělají cokoliv a neuspějí-li, přivolají tak na sebe Věčnou tmu. Nakonec devět desetin Noldor pohnutých Fëanorovým plamenným projevem skutečně odešlo - ti byli později známi jako Vyhnanci. Menší část, známá jako Aulëntur, tedy přátelé Aulëho, zůstala v Tirionu.

#### Návrat do Středozemě
Na cestě do Středozemě přepadli Vyhnanci Labutí přístav Teleri, kde došlo k Prvnímu zabíjení elfů elfy. V reakci na to Mandos vyřknul Proroctví Severu, známé též jako Sudba Noldor (nejmladší Finwëho syn Finarfin se poté se svou družinou obrátil domů, kde se připojili k Aulëntur, získali odpuštění Valar a Finarfin se stal králem části Noldor zůstávající v Amanu). Fëanor se rozhodl odplout do Středozemě na ukradených labutích lodích sám se svým lidem, a zanechal tak Fingolfina a jeho blízké opuštěné v pustém, nevlídném Aramanu. Fëanor po připlutí do zálivu Drengist přikázal všechny labutí lodě Teleri spálit. Fingolfin, který se odmítal poníženě vrátit před soud Valar, pak převedl svůj lid do Středozemě přes ledovou úžinu Helcaraxë. Noldor byli po příchodu ihned napadeny Morgothovými skřety nad nimiž zvítězili v bitvě pod hvězdami. V boji zemřeli Fingolfinův syn Argon a Fëanor, po němž se velekrálem Noldor stal jeho nevlastní bratr Fingolfin.

### První věk Slunce
Noldor založili ve Středozemi několik království obklopující z jihu Morgothovu pevnost Angband. Fingolfin a Fingon se se svým lidem usídlili v opevněném Hithlumu, Turgon v Nevrastu (než byl postaven skrytý Gondolin), Finrod Felagund postavil věž Minas Tirith (poté založil Nargothrond a pánem Minas Tirith se stal jeho synovec Orodreth), Aegnor a Angrod žili v Dorthonionu, Maedhros v Maedhrosově marce, Maglor v Maglorově bráně, Celegorm a Curufin opevnili průsmyk Aglon, Caranthir žil v Thargelionu a Amrod byl pánem rozptýleného loveckého lidu v jižním Beleriandu. V roce 60 prvního věku se Temný pán pokusil překvapit Noldor nepřipraveny, ale byl naprosto poražen v Dagor Aglareb. Po ní trvalo téměř 400 let Obklíčení Angbandu, kdy království Noldor i Sindar vzkvétala a Morgoth pouze připravoval své síly. Mír však přerušila v roce 455 Bitvě náhlého plamene. V ní bylo zcela zničeno panství Finarfinových synů v Dorthonionu, Minas Tirith byla obsazena Sauronem (Orodreth, Gil-galad a Finduilas prchají do Nargothrodnu), obsazena byla také všechna panství Fëanorových synů kromě Maedhrosova Himringu a Amrodovy země. Zdrcený Fingolfin poté vyzval Morgotha na souboj muže proti muži, v němž byl Temným pánem zabit. Velekrálem se po smrti otce stal Fingon. Noldor (především Fingon a Maedhros) se pokusili nepříznivou situaci zvrátit a uzavřeli tzv. Maedhrosovu unii. Ta se postavila Morgothovi a katastrofálním způsobem prohrála Bitvu nespočetných slz. Po bitvě zanikla všechna noldorská království kromě Orodrethova (Finrod Felagund zemřel v Sauronových kobkách) Nargothrondu a Turgonova Gondolinu. Nargothrond padl poté, co Túrin zrušil politiku utajování, a král Orodreth byl zabit bitvě na Tumhaladu. Přeživší vedeni Gil-galadem a Celebrimborem pak dospěli k Círdanovi na ostrov Balar. Krátce poté byl Maeglinem zrazen Gondolin, který vzápětí dobyly Morgothovi stvůry - Tuor a Idril vyvedli přeživší Gondolinské z trosek města a usadili se v Sirionských přístavech u ústí Sirionu. Při Třetím zabíjení elfů elfy, kdy přístavy napadli Fëanorovi synové, bylo mnoho přeživších Noldor v bratrovražedném boji usmrceno. Tehdy Eärendil se svou družkou Elwing a silmarilem odplul hledat na západ odpuštění Valar. Mocní se slitovali nad Noldor a vyrazili do války hněvu, v níž byl Temný pán Morgoth definitivně poražen. Po válce někteří Noldor odpluli do Amanu a na ostrov Tol Eressëu, většina jich však zůstala ve Středozemi. Velekrálem zbývajících Noldor se stal Gil-galad.

### Druhý věk Slunce
Král Gil-galad se se svým lidem usadil v Lindonu, paní Galadriel s manželem Celebornem založili u úpatí Mlžných hor království Eregion, které těžilo z přátelství s trpaslíky z Khazad-dûm. Eregionským kovářům v čele s Celebrimborem, se podařilo za pomoci přestrojeného Saurona vytvořit Prsteny moci. Za elfy nosili Tři prsteny paní Galadriel a Gil-galad, který je později předal Elrondovi s Círdanem. Po odhalení jejich skutečné moci je elfové před Sauronem skryli a vybojovali proti novému Temnému pánu vítěznou válku, při níž byl však zničen Eregion. Galadriel s manželem odešli do Lothlórienu a Elrond s přeživšími eregionskými Noldor založil útočiště Imladris. V roce 3430 druhého věku bylo založeno Poslední spojenectví elfů a lidí, v němž proti Sauronovi spojili své síly Noldor vedeni Gil-galadem a Elrondem s Dúnadany z království Arnor a Gondor. Spojence podporovali také Lesní elfové z Temného hvozdu a trpaslíci z Khazad-dûm. Po vítězstvích v bitvě na Dagorladu a při obléhání Barad-dûr, byl Sauron poražen a Isildur mu odebral Vládnoucí prsten. Souboj s Temným pánem však nepřežil poslední velekrál Noldor ve Středozemi Gil-galad. Noldorskými vládci v zemích umírajících tak zůstali Elrond a Galadriel.

### Třetí věk Slunce
Třetí věk se stal pro Noldor věkem odcházení. Čím dál častěji nasedali elfové na lodě v Círdanových Šedých přístavech a odplouvali ze Středozemě směrem na Západ. Posledním útočištěm Noldor se stala Roklinka, kde sídlil Elrond. Ten si vzal za ženu dceru Galadriel a Celeborna Celebrían a měl s ní syny Elladana a Elrohira a dceru Arwen. Roklinka se ve třetím věku stala místem odpočinutí pro poutníky a centrem vědění. Byl zde vychováván Isildurův dědic Aragorn a byl zde také uschován Isildurův meč Narsil. V Roklince se v roce 3018 třetího věku konala Elrondova rada, na níž byl dojednán plán zničení Jednoho prstenu a založeno Společenstvo prstenu. Po konečné porážce Saurona, se Elrondova dcera Arwen vdala za Aragorna, který znovu založil Obnovené království. S koncem třetího věku však definitivně přišlo panování lidí a poslední říše Noldor ve Středozemi nadobro vybledly. Spolu s nositelem prstenu Frodem Pytlíkem odplouvají přes moře do Valinoru také poslední velcí Noldorští páni třetího věku Elrond a Galadriel.

## Velekrálové Noldor
Velekrálové Noldor pocházeli z Finwëho rodu a byli to tito:
1. Finwë
2. Fëanor
3. Fingolfin
4. Fingon
5. Turgon
6. Gil-galad